# Nederlands kampioenschap schaatsen sprint 1976
Het Nederlands kampioenschap sprint 1976 (voor mannen) was de zevende editie van dit schaatsevenement dat over de sprintvierkamp (2x 500, 2x 1000 meter) werd verreden. Het vond plaats in het weekend van 10 en 11 januari op de onoverdekte ijsbaan in het stadspark van Groningen, tegelijkertijd met de Nederlandse kampioenschappen schaatsen allround 1976 (voor mannen en vrouwen).
Er namen net als in 1971 en 1975 acht deelnemers aan deel. Jos Valentijn, eerder kampioen in 1973, behaalde zijn tweede titel. Bij zijn zesde deelname, alleen in 1972 nam hij niet deel, behaalde Piet de Boer met de tweede plaats zijn eerste podiumplaats. Na achtereenvolgens drie titels, twee tweede plaatsen en de derde plaats in 1975 werd Jan Bazen dit jaar weer derde. Debutant dit jaar was Henk Hospes. De titelhouder, Eppie Bleeker, eindigde dit jaar als laatste als gevolg een val op de eerste 500 meter. De NK trok over beide dagen 5000 toeschouwers.
Jan Bazen was de enige sprinter die aan de Olympische Winterspelen (4-15 februari) in Innsbruck, Oostenrijk deelnam. Kampioen Jos Valentijn was hiervoor uitgesloten (vanuit IOC zijde) vanwege zijn kortstondige aansluiting in 1973 bij de professionele ISSL. De sprinters De Boer, Kraaijeveld en Valentijn vertegenwoordigden samen met allroundkampioen Hans van Helden Nederland bij de Wereldkampioenschappen schaatsen sprint 1976 (6 en 7 maart) op de onoverdekte ijsbaan Wilmersdorf - Horst Dohm Stadion in Berlijn, Duitsland.

## Uitslagen
Afstandmedailles
| Afstand  | 1e            | 2e            | 3e                |
| -------- | ------------- | ------------- | ----------------- |
| 1e 500m  | Jan Bazen     | Jos Valentijn | Piet de Boer      |
| 1e 1000m | Jos Valentijn | Jan Bazen     | André Kraaijeveld |
| 2e 500m  | Piet de Boer  | Jos Valentijn | André Kraaijeveld |
| 2e 1000m | Piet de Boer  | Eppie Bleeker | Jos Valentijn     |

Eindklassement
| Rang   | Schaatser             | Punten      | 500m            | 1000m          | 500m      | 1000m           |
| ------ | --------------------- | ----------- | --------------- | -------------- | --------- | --------------- |
| Goud   | Jos Valentijn         | 166.780 BR  | 1.40,78 (2)     | 1.24,22 (1) BR | 41,06 (2) | 1.25,66 (3)     |
| Zilver | Piet de Boer          | 166.890     | 1.41,11 (3)     | 1.25,41 (5)    | 40,92 (1) | 1.24,31 (1)     |
| Brons  | Jan Bazen             | 167.820     | 1.40,32 (1) BR  | 1.24,66 (2)    | 41,96 (4) | 1.26,42 (3)     |
| 4      | André Kraaijeveld     | 168.410     | 1.41,21 (4)     | 1.25,35 (3)    | 41,18 (3) | 1.26,96 (7)     |
| 5      | Johnny Olof           | 169.710     | 1.41,38 (5)     | 1.26,01 (7)    | 42,08 (5) | 1.26,49 (6)     |
| 6      | Arjaan van der Kreeke | 171.560     | 1.41,97 (7)     | 1.25,87 (6)    | 43,59 (8) | 1.26,13 (4)     |
| 7      | Henk Hospes           | 174.165 NRj | 1.41,76 (6) NRj | 1.29,17 (8)    | 43,28 (7) | 1.29,08 (8) NRj |
| 8      | Eppie Bleeker         | 205.870     | 1.17,81 (8) *   | 1.25,38 (4)    | 42,74 (6) | 1.25,26 (2)     |

BR = baanrecord
NRj = Nederlands record junioren
* met val